# Крупянка (Омская область)
Крупянка — деревня в Горьковском районе Омской области. Входит в Октябрьское сельское поселение.

## История
Основана в 1726 г. В 1928 г. село Крупянка состояло из 92 хозяйств, основное население — русские. Центр Крупянского сельсовета Бородинского района Омского округа Сибирского края.

## Население
| 2002 | 2010 | 2021 |
| ---- | ---- | ---- |
| 24   | ↘12  | ↘4   |